# Воронин, Алексей Викторович (борец)
Алексей Викторович Воронин (род. 4 июля 1984, Воронеж) — российский борец вольного стиля. Призёр Кубка мира в команде, призёр чемпионата России. Мастер спорта России международного класса.

## Карьера
В марте 2005 года в Ташкенте в составе сборной России стал обладателем Кубка мира. В июле 2006 года в Нижневартовске завоевал бронзовую медаль чемпионата России. В феврале 2007 года в составе сборной России принимал участие на кубке «Чикаго 2007» в США. Через несколько недель занял 3 место на Гран-При Ивана Ярыгина в Красноярске. В ноябре 2007 года в Владимире, проиграв в финале Арсланбеку Алиеву, стал серебряным призёром абсолютного чемпионата России.

## Спортивные результаты
- Чемпионат Европы по борьбе среди юниоров 2004 — ;
- Кубок мира по борьбе 2005 (команда) — ;
- Кубок мира по борьбе 2005 — 7;
- Чемпионат мира по борьбе среди студентов 2005 — ;
- Чемпионат России по вольной борьбе 2006 — ;